# Dasymaschalon wallichii
Dasymaschalon wallichii är en kirimojaväxtart som först beskrevs av Joseph Dalton Hooker och Thomas Thomson, och fick sitt nu gällande namn av Jing Wang och Richard M.K. Saunders. Dasymaschalon wallichii ingår i släktet Dasymaschalon, och familjen kirimojaväxter. Inga underarter finns listade i Catalogue of Life.